# 장흥 마씨
장흥 마씨(長興馬氏)는 전라남도 장흥군을 본관으로 하는 한국의 성씨이다.
시조 마려(馬黎)는 백제 개국공신이다. 기세조 마혁인(馬爀仁)의 11세손 마천목(馬天牧)이 1401년(태종 1) 좌명공신(佐命功臣)에 녹훈되고 장흥부원군(長興府院君)에 책봉되었다.

## 기원
《마씨대동보(馬氏大同譜)》에 의하면 도시조 마완(馬浣)은 은(殷)나라 양성인(陽城人)으로 학식과 덕행이 높은 군자(君子)이다. 은(殷)나라 말기에 마완(馬浣)⋅마장(馬莊) 부자(父子)는 주왕(紂王)의 폭정(暴政)에 인(因)한 어지러운 세상을 피하여 경서(經書)를 가지고 은거(隱居)하다가 은(殷)나라가 멸망(滅亡)한 뒤에 마장(馬莊)이 기자(箕子)와 함께 조선에 처음으로 동래(東來)하였다고 한다.

## 시조
장흥 마씨(長興馬氏)의 득관시조(得貫始祖) 마려(馬黎)는 백제의 개국공신이다. 《삼국사기(三國史記)》 제23권 백제본기에 따르면 기원전 18년 마려(馬藜), 오간(烏干) 등 10인이 고구려 동명왕(東明王)의 셋째 아들 온조(溫祚)를 인도하여 졸본부여(卒本扶餘)를 피해 남하해서 위례성을 도읍(都邑)으로 백제를 건국하고 온조(溫祚)를 왕(王)으로 받들었다. 온조왕이 개국원훈(開國元勳) 마려(馬黎)에게 좌보(左輔)의 벼슬을 내리고 마사량현(馬斯良縣)을 식읍(食邑)으로 내려 후손이 세거(世居)하여 대대로 이어 받았다.
마사량현(馬斯良縣)은 고려 초에 회령(會寧)으로 고쳐 불렀는바 이로 인하여 본관(本貫)을 회령으로 하다가 고려 인종(仁宗) 때에는 회령이 장흥에 속하게 되니 본관을 장흥으로 하였다.

## 역사
장흥 마씨 기세조 마혁인(馬爀仁)이 1085년(고려 선종) 문과(文科)에 급제하여 벼슬이 특진(特進)에 이르고 판개성윤(判開城尹)을 지냄으로써 가문에 중흥(中興)의 전기(転機)를 마련하여 벼슬이 대대로 이어지게 하였으며 이때부터 가첩이 기록되어 전해오고 있다.
2세 마엽(馬曄)은 고려조에 병부시랑(兵部侍郞)을 역임했고, 3세 마의유(馬義裕)는 고려 의종 때 홍주목사(洪州牧使)로 나가 선정을 베풀어 칭송을 받았다.
4세손 마희원(馬希援)은 1190년(고려 명종 20년) 문과(文科)에 급제하여 종1품 개부의동삼사(開府議同三司) 문하시중평장사(門下侍中平章事)에 이르렀다. 1223년(고려 고종 10년) 몽골 사신 탑고야(嗒古也) 등이 와서 거년의 접대사에 불만을 품고 거리에서 만나는 장사치의 수달피, 명주 등을 번번이 빼앗을 뿐만 아니라 불응한 사람은 사살하는 등 야만적 행패가 심하던 차에 마희원이 글로써 달래어 뉘우치고 복종하게 하였다 한다. 왕이 마희원의 권위와 신망이 현저함에 감탄하여 다음 해 몽골 사신 찰고야(札古也)가 돌아갈 때에는 왕명에 따라 직문하성(直門下省)으로서 서경(西京)까지 호송하여 탈이 없도록 하였다.
5세손 마중기(馬仲奇)는 1205년(고려 희종 1년) 문과에 장원 급제하여 한림학사 승지(承旨)를 지냈다. 그러나 최충헌의 도방(都房) 정치에 반대해 벼슬에 응하지 않다가 최충헌(崔忠獻)이 죽은 후에 사관(仕官)하며 정당문학(政堂文學)을 역임하였다. 마중기의 손자 마지백(馬智伯)은 호부상서, 국자감 제학을 역임했다. 마지백의 증손 마수손(馬壽孫)은 문하시중평장사에 올랐으나 조정 간신들의 질투와 간계를 개탄해 벼슬을 던졌다. 그 뒤 장흥 예양강에 내려와 후학으로 여생을 보냈다.

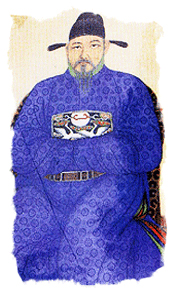
충정공 사당에 있는 마천목 초상

11세손 마천목(馬天牧, 1358년 ~ 1431년)이 상장군(上將軍)으로서 정안군(靖安君)을 도와 1401년(태종 1) 익대좌명공신(翊戴佐命功臣) 3등에 녹훈되면서 전(田) 80결(結), 노비 8구, 은품대(銀品帶) 1요(腰), 표리(表裏) 1감, 말 1필을 하사받았고 회령군(會寧君)에 책봉되어 동지총제(同知摠制)로 승진하였다. 1414년에 장흥군(長興君)으로 개봉(改封)되었다. 1416년에는 도총제(都摠制)에 개수되었다가 곧 전라도병마도절제사(全羅道兵馬都節制使)로 파견되고, 1418년 내시위절제사(內侍衛節制使)와 우금위절제사를 지냈다. 1420년(세종 2) 정헌대부 병조판서에 임명되었다. 병조판서 때 상소한 성보론(城堡論)에서 처음으로 북방 6진(鎭)의 설치를 주장하였다. 1421년(세종 3) 명나라에 가서 조선의 승인에 공을 세워 태상왕(太上王)이 낙천정에서 치하연(致賀宴)을 베풀었다. 1423년 판우군도총제부사(判右軍都摠制府事)가 되었다. 1429년 정1품 보국숭록대부에 승진하여 장흥부원군에 봉해졌고, 영돈녕부사(領敦寧府事) 겸 영중추부사에 임명되었다. 1431년 졸하자 세종은 3일 동안 조회(朝會)를 정지하고 특별히 예관(禮官)에게 명하여 치제(致祭)하게 하였으며, 마천목을 영의정에 추증하였다. 시호는 충정(忠靖)이다. 화산서원(禾山書院), 충현사(忠顯祠)에 배향되었다.

## 분파
고려 문종 때 마점중(馬占中)의 장남 마현(馬鉉)이 목천 마씨(木川 馬氏), 둘째 마혁인(馬爀仁)은 장흥 마씨로 분관하였다.
11세손 마천목(馬天牧)이 조선 초 제2차 왕자의 난 때 이방원을 도와 조선 왕조의 기틀을 잡는 데 공헌하여 좌명공신에 녹훈되고, 병조판서 등을 역임하였으며, 장흥부원군에 봉해졌다.
마천목(馬天牧)의 아들 4형제가 모두 현달하여 마승(馬勝)의 문간공파(文簡公派), 마전(馬腆)의 조은공파(釣隱公派), 마반(馬胖)의 현감공파(縣監公派), 마춘(馬椿)의 참판공파(參判公派)의 4파를 이루었다. 조은공파의 마하수(馬河秀)는 임진왜란 때 명량해전(鳴梁海戰)에서, 현감공파의 마응방(馬應房)은 정유재란 때 남원싸움에서 용맹을 떨쳤다.
- 문간공파(文簡公派) - 마승(馬勝)
- 조은공파(釣隱公派) - 마전(馬腆)
- 현감공파(縣監公派) - 마반(馬胖)
- 참판공파(參判公派) - 마춘(馬椿)

## 본관
장흥(長興)은 전라남도의 남쪽에 위치하는 지명이다. 백제의 오차현(烏次縣)이었다. 757년(신라 경덕왕 16년)에 오아(烏兒)로 개칭되어 보성군에 속하였다. 고려 초에 정안현(定安縣)으로 이름을 바꾸었다가 현종 때에 장흥부(長興府)로 승격되었다. 1265년(원종 6)에 회주목(懷州牧)으로 승격되었다가, 1310년(충선왕 2)에 장흥부로 강등되었다. 1413년(태종 13)에 장흥도호부로 승격되었고 1652년(효종 3) 장흥현이 되었다. 1896년 전라남도 장흥군이 되었다.

## 인물
고려시대의 인물로는 마엽(曄), 마의유(義裕), 마중기(仲奇), 마작룡(作龍), 마지백(知伯), 마수손(壽孫), 마치원(致遠)과 의정부 좌찬성(議政府左贊成) 회령군(會寧君)에 증직된 마영(馬榮) 등이 있다. 조선시대 인물로는 11세조 충정공(忠靖公) 마천목(馬天牧)과 12세조 문간공(文簡公) 마승(馬勝)이 있다. 연산군의 패륜에 항거했던 마숭조(馬崇祖)의 5세손 마윤, 마응훈, 마운종, 마창종 5형제는 의병장으로 진주의 남강 전투에서 혁혁한 공훈을 세웠다.
- 마희원(馬希援; 4세손) : 1190년(명종 20) 문과(文科)에 급제하여 벼슬이 종1품 개부의동삼사(開府議同三司) 문하시중(門下侍中)에 이르렀다. 1224년(고종 11) 직문하성(直門下省)으로서 몽골 사신 탑고야(嗒古也)를 서경(西京)까지 호송하였다.

- 마중기(馬仲奇; 5세손) : 1205년(희종 1년) 문과에 장원 급제하여 정당문학(政堂文學)을 역임하였다.

- 마천린(馬天麟) : 1361년(공민왕 10) 홍건적이 압록강을 건너 서북면을 침입하고 경성(京城)을 점령하자, 1362년 대호군(大護軍)으로서 경성을 수복하였다. 그 공으로 1363년 수복경성이등공신(收復京城二等功臣)에 녹훈되고, 1363년 신축호종공신(辛丑扈從功臣) 1등에 녹적되었다.[8]

- 마천목(馬天牧, 1358년 ~ 1431년) : 대장군(大將軍)으로서 태종 이방원을 도와 좌명공신(佐命功臣)에 녹훈되고, 병마도절제사(兵馬都節制使), 병조판서(兵曹判書) 등을 역임하였으며, 장흥부원군(長興府院君)에 봉군되었다. 사후 영의정에 추증되었다. 시호는 충정(忠靖)이다.[9]

- 마승(馬勝, 1393년 ~ 1463년) : 자는 노부(魯夫), 호는 지곡(智谷). 조선 태종조 1415년 조봉대부(朝奉大夫) 춘추관편수관(春秋館 編修官)을 역임하고, 1420년 봉정대부(奉正大夫) 호군(護軍)에 오르고, 1423년 종3품 중훈대부(中訓大夫) 대호군(大護軍)을 역임, 1426년 정3품(正三品) 통훈대부(通訓大夫) 상호군(上護軍)으로 오른 후, 1434년 정3품 통정대부(通政大夫) 행 상호군(上護軍)을 역임하였다. 1452년 종2품 개성 유후사유수(開城留後司留守)를 지내고, 1454년 종2품 가정대부(嘉政大夫) 이조참판(吏曹參判) 경주부윤(慶州府尹)에 부임했다. 1455년 정2품 자헌대부(資憲大夫) 경주부윤(慶州府尹)에 재임되고, 원종공신에 녹훈되었다. 1457년 종1품 숭정대부(崇政大夫)로 장흥군(長興君)에 봉해졌다. 관직에 있을 때 청백리(靑白吏)라 칭송되었다.[10] 시호(諡號)는 충간(忠簡)이다.[11]

- 마하수(馬河秀, ？ ∼ 1597년) : 자는 선천(先天), 호는 주촌(舟村). 1564년(명종 19) 무과에 합격하여 선공감주부(繕工監主簿)가 되었다. 임진왜란 때 거북선 건조에 참여하여 이순신(李舜臣)을 도왔다. 1597년 이순신이 투옥되자 관직을 사퇴하였다가, 이순신이 다시 통제사(統制使)가 되어 전라도 회령포(會寧浦)에 이르렀을 때 네 아들과 향선(鄕船) 10여척을 거느리고 이순신을 배후에서 도왔다. 그 해 9월 명량해전(鳴梁海戰) 때에는 왜선에 포위되어 위급하게 된 이순신을 보자, 성룡(成龍)·위룡(爲龍)·이룡(而龍)·화룡(化龍) 등 네 아들과 함께 왜적선에 돌진하였으나, 적의 총환에 맞아 전사하였다. 병조참판에 추증되고, 경기도 충현사(忠顯祠)에 배향되었다.

- 마응방(馬應房, ? ~ 1597년) : 자는 정숙(靖叔), 호는 용암(龍菴). 음보(蔭補)로 진안현감 겸 남원진관 병마절제도위를 지냈다. 1592년 임진왜란이 일어나자 의병으로 크게 활약하고, 1597년 정유재란 때는 남원에서 왜적과 싸우다가 전사하였다. 뒤에 이조참판에 추증되고, 남원의 충렬사(忠烈祠)에 배향되었다. 저서로는 『용암집』이 있다.[12]

- 마계변(馬繼卞, 1574년 ~ ?) : 자는 자승(子承). 1624년(인조 2) 생원(生員)이 되고, 1633년(인조 11) 문과에 급제하여 성균관 전적(典籍)에 올랐다.

- 마지룡(馬之龍) : 자는 비섭. 27세 정묘년에 무과에 급제하여 어영장이 되었다. 병자호란 후 효종을 모시고 심양에 있을 때 청나라의 협박으로 300여 군졸을 거느리고 금주 싸움의 선봉으로 출전하여 명나라와 싸우는 청나라를 도왔다. 그러나 임진왜란 당시 조선을 도운 명나라 은혜를 생각하고 부하에게 화살은 화살촉을 빼고 총탄은 철환 없이 화약만 넣어 쏘도록 명령하였는데, 이러한 사실이 청나라에 발각되어 1642년(인조 20) 2월 16일 목숨을 잃게 되었다. 1695년(숙종 21) 정려가 세워졌다.

- 마군후(馬君厚) : 자는 백인(伯仁). 인물과 영모(翎毛)를 잘 그렸으며, 특히 1851년(철종 2) 봄에 그린 것으로 추정되는 「촌녀채종도(村女採種圖)」는 시골에서 밭가는 아낙들의 풍속을 다루고 있어 주목된다. 국립중앙박물관 소장의 「수하승려도(樹下僧侶圖)」와 「묘도(猫圖)」, 서울대학교박물관 소장의 「쌍토도(雙兔圖)」 등이 전하는데, 모두 필치가 예리하고 묘사력이 돋보인다.

- 마성린(馬聖麟) : 자는 성희(聖羲), 호는 미산(眉山). 정조 때 벼슬이 첨지(僉知)에 이르렀다. 해서(楷書)와 초서(草書)의 정아함은 당시 신필(神筆)이라 할 만큼 명성이 높았다.

- 마경석(馬景錫, 1921년 ~ 2010년) : 삼성엔지니어링 사장
- 마진호(馬鎭浩, 1926년 ~ ) : 경북대학교 교수
- 마달천(馬澾千, 1929년 ~ 2016년 ) : 제9대 국회의원
- 마점술(馬点述, 1929년 ~ ) : 서울대학교 수의과대학 교수
- 마규하(馬奎河, 1935년 ~ 2017년) : 기아그룹 부회장
- 마삼열(馬三烈, 1936년 ~ ) : 광주 MBC 사장. 도서출판 금호문화 대표이사.
- 마형렬(馬亨列, 1937년 ~ ) : 남양건설 회장. 광주 매일신문 회장. 광주상공회의소 회장. 대한건설단체총연합회 회장.
- 마상곤(馬相坤, 1940년 ~ ) : 협운해운 회장
- 마창완(馬彰完, 1941년 ~ ) : 두산개발 사장
- 마실언(馬實彦, 1941년 ~ ) : 조선일보 이사. ㈜스타피언 회장. 한국자율광고심의기구 사무총장.
- 마기인(馬基仁, 1952년 ~ ) : 현대제철 부사장
- 마응천(馬應天, 1955년 ~ ) : 서울대학교 약학대학 교수
- 마영삼(馬寧三, 1956년 ~ ) : 외교관
- 마재신(馬在信, 1959년 ~ ) : 이화여대 국제대학원 교수
- 마상영(馬尙映, 1959년 ~ ) : 단국대학교 스페인중남미학 교수
- 마은주(馬銀珠, 1961년 ~ ) : 제7대 서울 노원구의회 의원
- 마은혁(馬恩赫, 1963년 ~ ) : 서울서부지방법원 부장판사. 헌법재판관 후보자.
- 마성영(馬晟寧, 1965년 ~ ) : 서울중앙지방법원 부장판사
- 마용주(馬鏞周, 1969년 ~ ) : 서울고등법원 부장판사. 대법관 후보자.
- 마찬호(馬纘皓, 1969년 ~ ) : 남양건설 대표이사 사장
- 마경석(馬炅奭, 1969년 ~ ) : 서울강서경찰서장 (현감공파 31세손)
- 마강래(馬康萊, 1971년 ~ ) : 중앙대학교 도시계획부동산학과 교수
- 마재형(馬在亨, 1972년 ~ ) : 고려대학교 식품생명공학과 교수

## 항렬자
| 29세            | 30세          | 31세            | 32세          | 33세            | 34세          | 35세            | 36세          | 37세            | 38세          | 39세            | 40세          | 41세            | 42세          | 43세            |
| --------------- | ------------- | --------------- | ------------- | --------------- | ------------- | --------------- | ------------- | --------------- | ------------- | --------------- | ------------- | --------------- | ------------- | --------------- |
| □숙(叔) □하(河) | 상(相) 낙(樂) | □황(煌) □열(烈) | 채(埰) 재(在) | □전(銓) □용(鎔) | 영(永) 홍(洪) | □권(權) □근(根) | 찬(燦) 병(炳) | □규(圭) □교(敎) | 용(鎔) 현(鉉) | □수(洙) □호(浩) | 병(柄) 계(桂) | □경(炅) □훈(焄) | 효(孝) 재(載) | □진(鎭) □은(銀) |

## 문화재

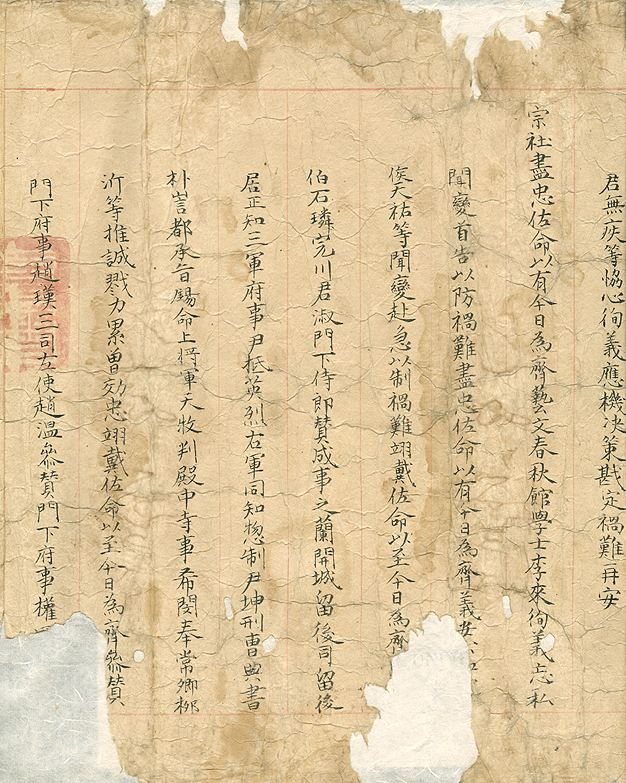
마천목좌명공신녹권(馬天牧佐命功臣錄券)

- 마천목좌명공신녹권(馬天牧佐命功臣錄券) - 대한민국 보물 제1469호. 마천목좌명공신녹권은 1401년(태종 1) 공신도감에서 절충장군 웅무시위사상장군(折衝將軍 雄武侍衛司上將軍) 마천목(馬天牧)에게 발급한 것으로 필사본이다. 좌명공신은 조선초기 제2차 왕자의 난을 평정하는데 공을 세운 사람에게 내린 공신호로 마천목은 후에 태종(1367-1422)이 되는 정안군을 도와 난을 평정하는데 앞장섰다. 태종은 태조가 즉위한 직후 태조개국공신(太祖開國功臣)을 책봉한 예를 좇아, 자신을 도운 47명의 공신을 선정하여 좌명공신(佐命功臣)으로 칭하(稱下)하고 4등급으로 나누어 포상(褒賞)하였는데 이 때 마천목은 3등 공신으로 녹권을 사급받았다. 마천목 좌명공신녹권은 좌명공신 47명에게 발급된 것 중의 하나로 현재까지는 유일본이다. 조선 초기에 사급된 개국공신녹권 및 개국원종공신녹권과 비교해 볼 때 도평의사사(都評議使司) 출납(出納)에서 의정부(議政府)의 관(關)으로 바뀐 것 이외에는 서식(書式)을 그대로 유지하고 있어 공식녹권의 체제나 양식변화를 알 수 있는 자료이다. 또한 공신호의 부여와 등급별 포상내용, 특전 등은 공신관계 연구자료로서, 공신도감 구성원은 공신도감의 조직 및 운영관계를 파악할 수 있는 자료로서 중요한 가치를 지닌다. 조선 초기에 지정된 녹권들이 대부분 원종공신녹권이며 이화개국공신녹권(국보 232호)만이 정공신 녹권이란 점을 상기하면 마천목 좌명공신 녹권은 역사적으로나 학술적으로 대단히 가치가 있다. 현재 서울 종로구 세종로 국립고궁박물관에 보관되어 있다.[13]

- 전라병영성(全羅兵營城) : 1417년(태종 17년)에 초대 병마도절제사 마천목 장군이 축조하여 1895년(고종 32년)까지 전라도의 53주 6진을 총괄한 육군의 총지휘부였다. 대한민국의 사적 제397호.[14]

- 곡성 마천목 묘와 재실 : 전라남도 곡성군 석곡면 방송리에 위치한 마천목 묘와 재실이 전라남도 기념물 252호로 지정됐다.[15] 마천목 묘소는 장방형의 형태로 묘표, 무인석, 망주석, 장명등 등 석물을 갖추고 있다. 무덤 주변에 곡장(曲牆)이라는 담을 두른 형태로 조선 초기 묘제 연구에 중요한 유적으로 평가받는다.[16]

- 화산서원(禾山書院)
- 강진 충정사

## 집성촌
- 전라남도 장흥군 안양면 학송리
- 전라남도 곡성군 석곡면 방송리
- 경상북도 의성군 단촌면 하화리
- 전라남도 강진군 군동면
- 전라남도 강진군 작천면 척동리
- 전라남도 고흥군 영남면 남열리
- 경상남도 합천군 봉산면 노곡리
- 경기도 의정부시 의정부1동
- 충청남도 당진시 신평면 매산리
- 강원특별자치도 양양군 양양읍 서문리
- 함경북도 길주군 웅평면 용천동
- 함경북도 학성군 학동면 하천리
- 함경남도 이원군 동송면 선분리
- 함경남도 이원군 남송면 용원리
- 함경남도 북청군 가회면 봉의리

## 조선 왕실과의 인척 관계
- 경녕군(태종의 서자) 계비 군부인(郡夫人) 개성부 마씨(馬氏)
- 폐비 윤씨의 어머니인 장흥부부인(長興府夫人) 고령 신씨의 외할아버지가 장흥부원군 마천목이다.

## 인구
- 1985년 5,758가구 23,803명
- 2000년 8,985가구 28,337명
- 2015년 31,886명